# Горькая 2-я
Горькая 2-я (устар. 2-я Горькая) — пересыхающая балка (река) в России, протекает по территории Андроповского и Грачёвского районов Ставропольского края. Устье реки находится в 47 км по правому берегу реки Горькой. Длина реки составляет 17 км, площадь водосборного бассейна — 101 км².

## Данные водного реестра
По данным государственного водного реестра России относится к Донскому бассейновому округу, водохозяйственный участок реки — Калаус, речной подбассейн реки — бассейн притоков Дона ниже впадения Северского Донца. Речной бассейн реки — Дон (российская часть бассейна).
Код объекта в государственном водном реестре — 05010500212108200001060.

## Топографические карты
- Лист карты L-38-110 Северное. Масштаб: 1 : 100 000. Состояние местности на 1983 год. Издание 1985 г.
- Лист карты L-38-109 Темнолесская. Масштаб: 1 : 100 000. Состояние местности на 1980 год. Издание 1985 г.